# Józef Mehoffer

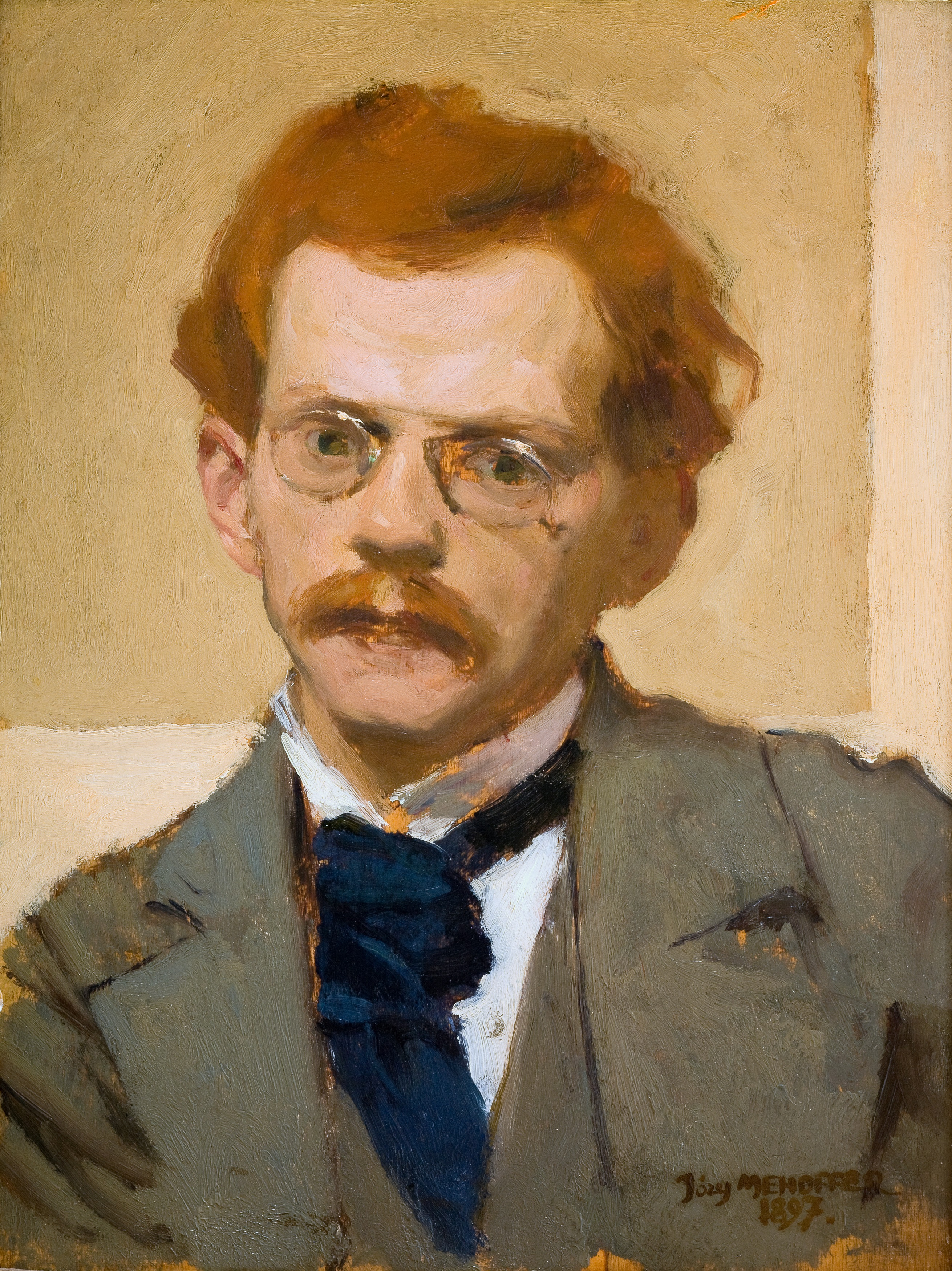
Chân dung tự họa (1897)

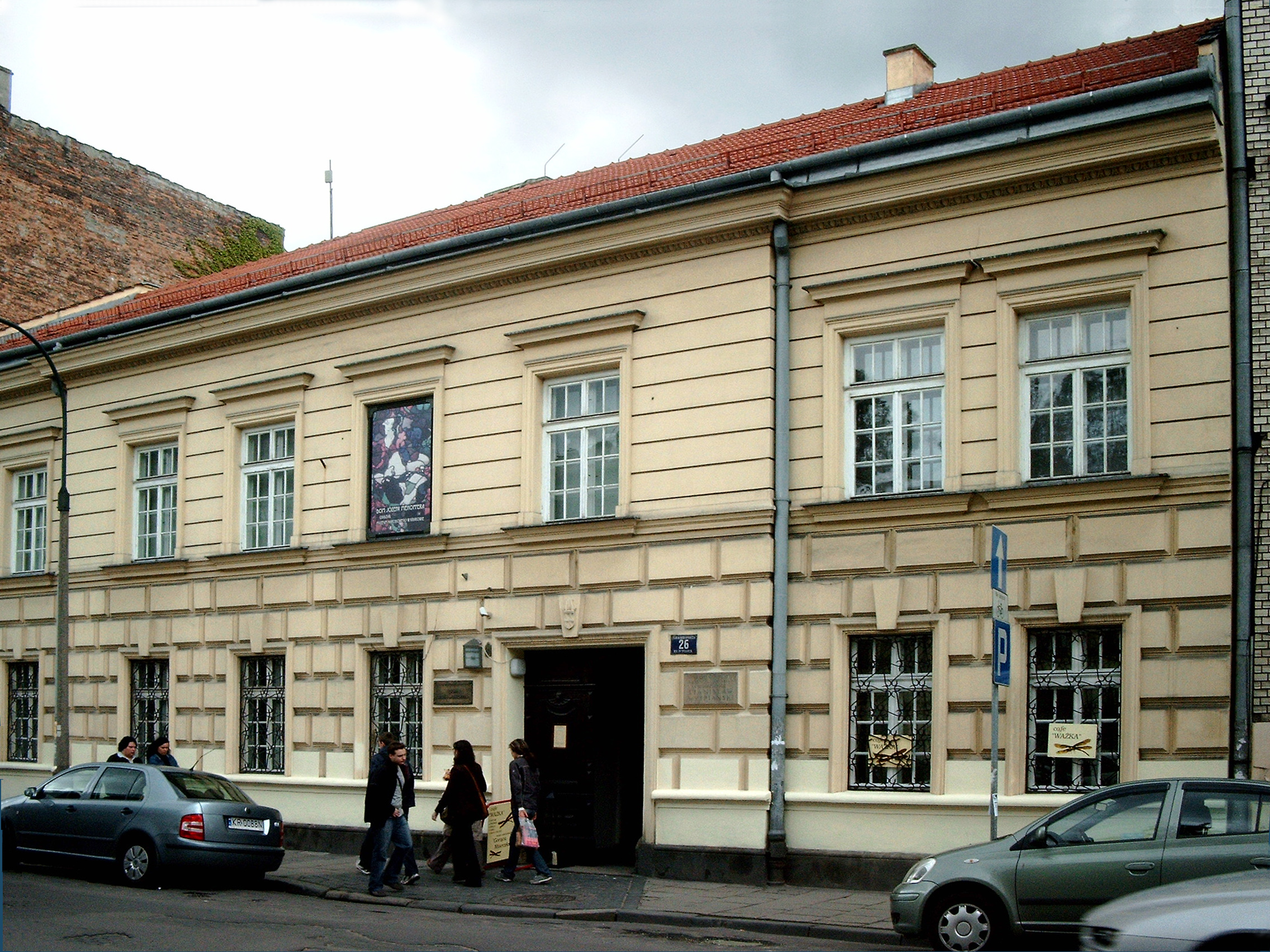
Bảo tàng Józef Mehoffer ở Kraków

Józef Mehoffer (19 tháng 3 năm 1869 – 8 tháng 7 năm 1946) là một họa sĩ và nghệ nhân trang trí người Ba Lan. Ông là một trong những họa sĩ hàng đầu của phong trào Ba Lan trẻ và là một trong những họa sĩ Ba Lan được kính trọng nhất trong thời đại của ông.

## Cuộc đời
Józef Mehoffer sinh tại Ropczyce. Ôn học hội họa tại Học viện Mỹ thuật ở Kraków, làm học trò của Władysław Łuszczkiewicz. Kế tiếp, ông theo học Học viện Mỹ thuật ở Vienna, Académie Colarossi ở Paris và một số nơi khác. Tại Paris, Mehoffer bắt đầu vẽ tranh chân dung, tranh của ông thường là chân dung những nhân vật quan trọng trong lịch sử. Sau đó, ông thử sức với các kỹ thuật khác nhau, chẳng hạn như nghệ thuật đồ họa, kính màu ghép, dệt may, tranh phấn, khắc và vẽ minh họa sách. Ông đã thiết kế nhiều bối cảnh cho sân khấu và thiết kế nội thất cách điệu.
Józef Mehoffer được giới phê bình quốc tế khen ngợi vì là tác giả của những cửa sổ kính màu ghép trong Nhà thờ Thánh Nicholas Collegiate theo kiến trúc Gothic ở Fribourg, Thụy Sĩ được tạo ra trong những năm 1895–1936. Các thiết kế kính màu ghép khác của ông bao gồm Nhà nguyện Radziwill ở Balice (1892), Nhà nguyện Grauer ở Opava (1901), một nhà thờ ở Jutrosini (1902), Nhà nguyện Thánh Giá ở Wawel (1904), nhà nguyện mộ thánh ở Goluchów (1906), Nhà nguyện Orgelmeister ở Vienna (1910), một nhà thờ ở Wloclawek (1935–40), một nhà thờ ở Przemysl (1940) và một nhà thờ ở Debniki gần Kraków (1943). Có thiết kế kính màu ghép của Mehoffer trong Nhà thờ Thánh Tâm Chúa Giêsu ở Turek. Tại đây cũng có nhiều bức bích họa do Mehoffer thực hiện.
Trong sự nghiệp của mình, Józef Mehoffer đã khám phá ra nhiều phương tiện khác nữa để đưa hàng loạt các nghệ thuật ứng dụng vào các dự án của ông. Ông là tác giả của rất nhiều bìa sách, vật trang trí và poster. Bên cạnh khả năng hội họa linh hoạt tại xưởng vẽ, Józef Mehoffer còn nổi tiếng với nhiều bức bích họa làm gợi nhớ đến nghệ thuật thời Trung cổ. Ông thường hợp tác với Stanisław Wyspiański và Jan Matejko. Ông mất tại Wadowice.

## Triển lãm

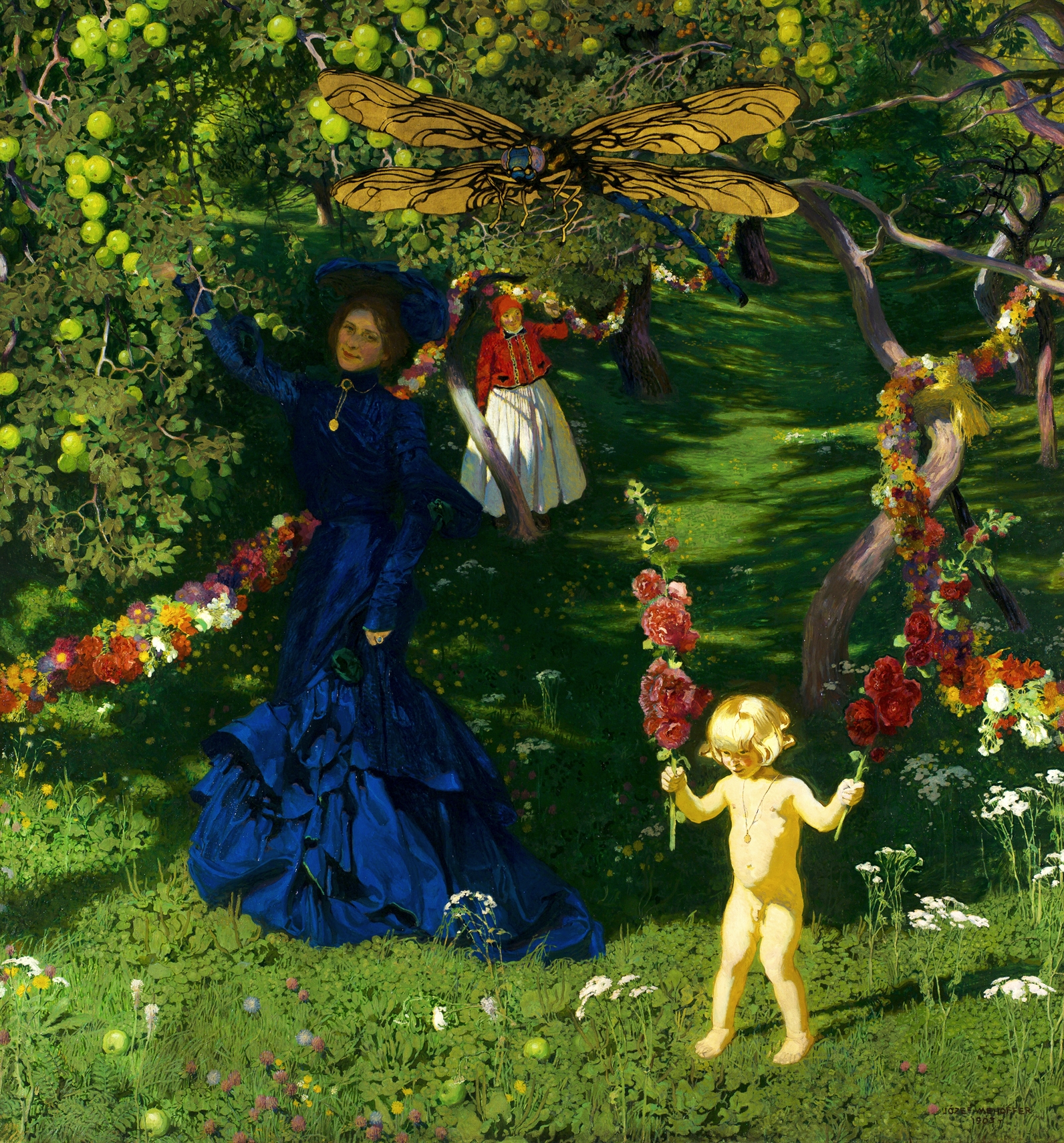
Khu vườn kỳ lạ (1902-1903), Bảo tàng Quốc gia ở Warsaw
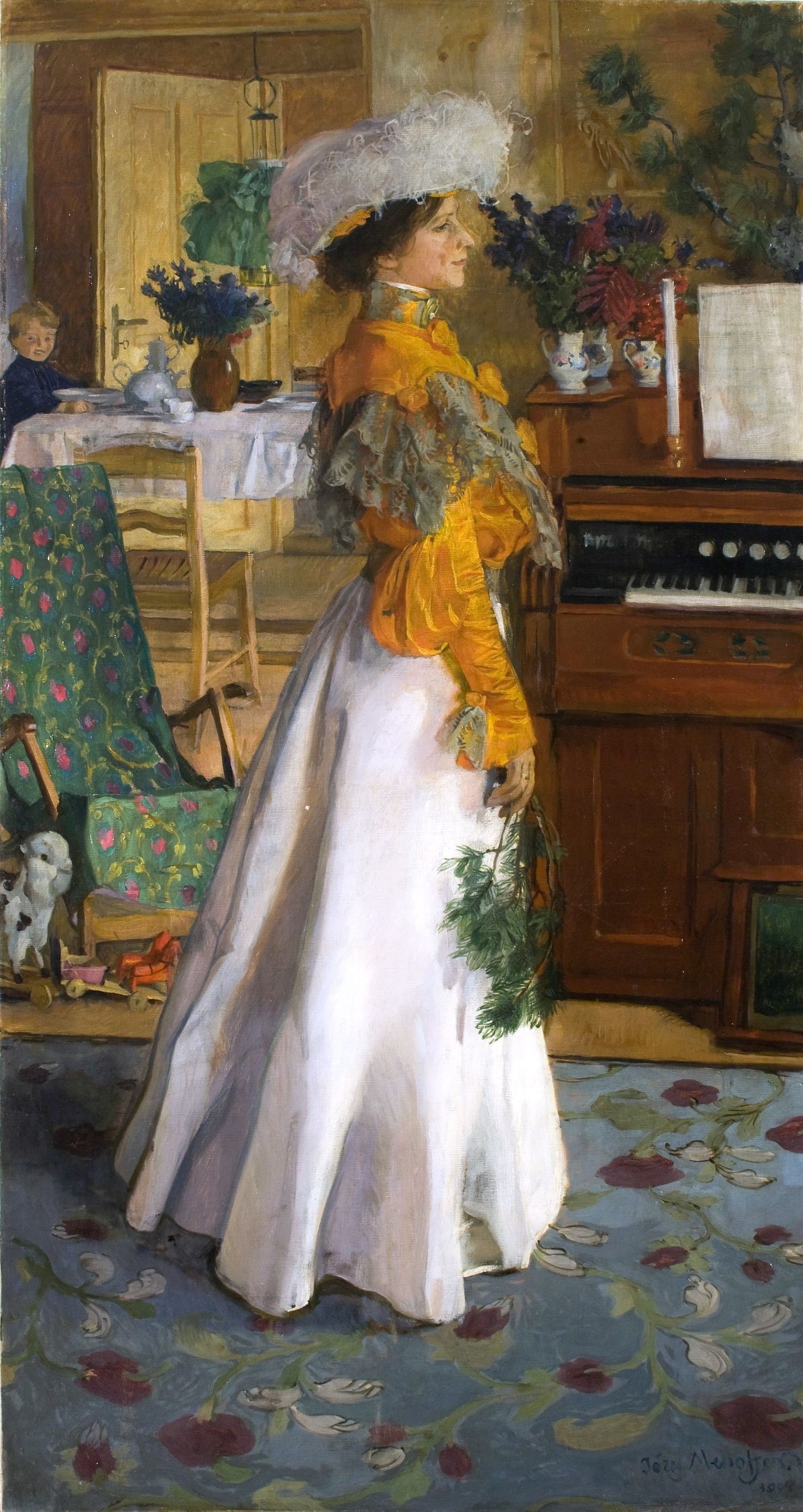
Chân dung vợ (1904), Bảo tàng Quốc gia ở Kraków
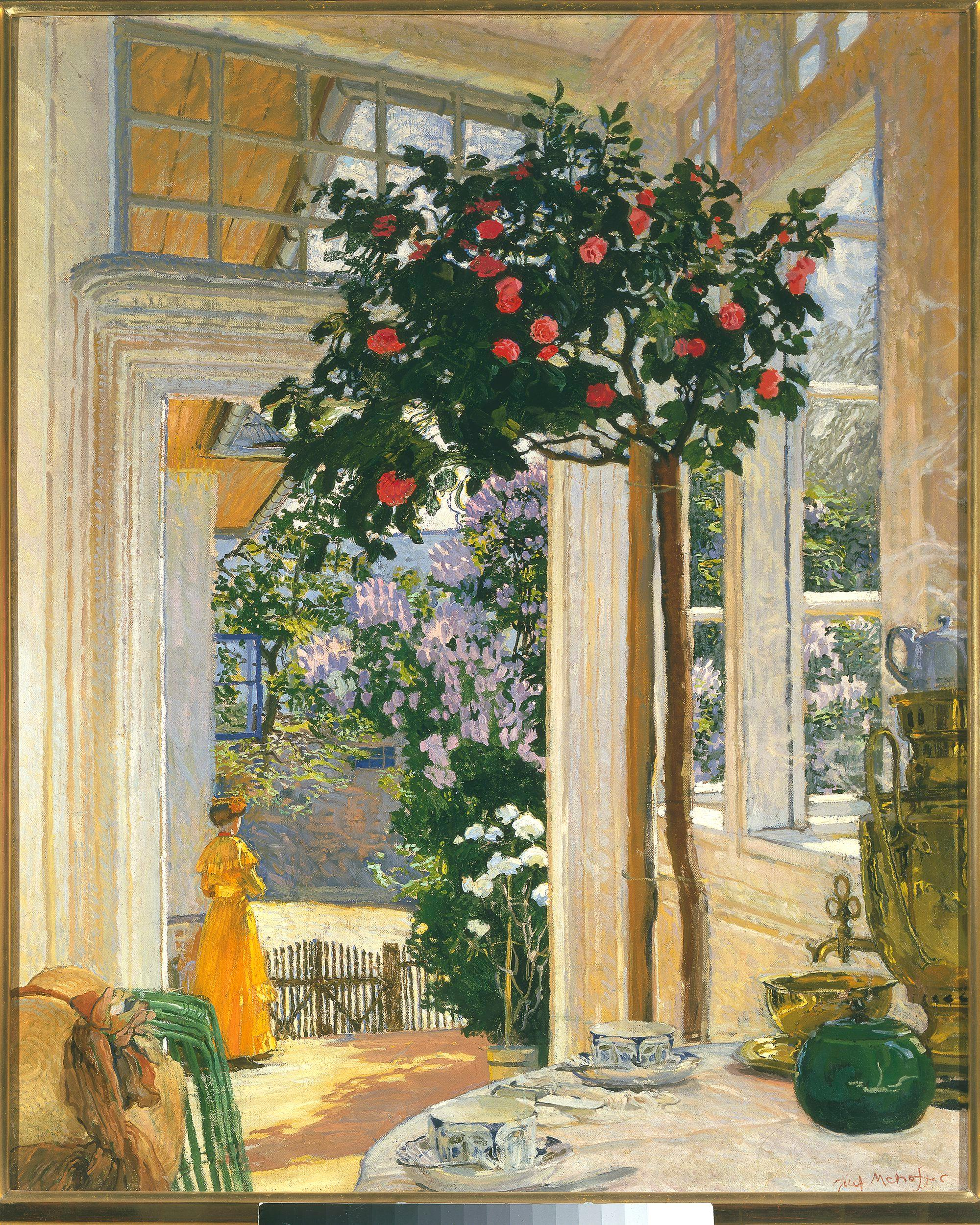
Mặt trời tháng 5 (1911)
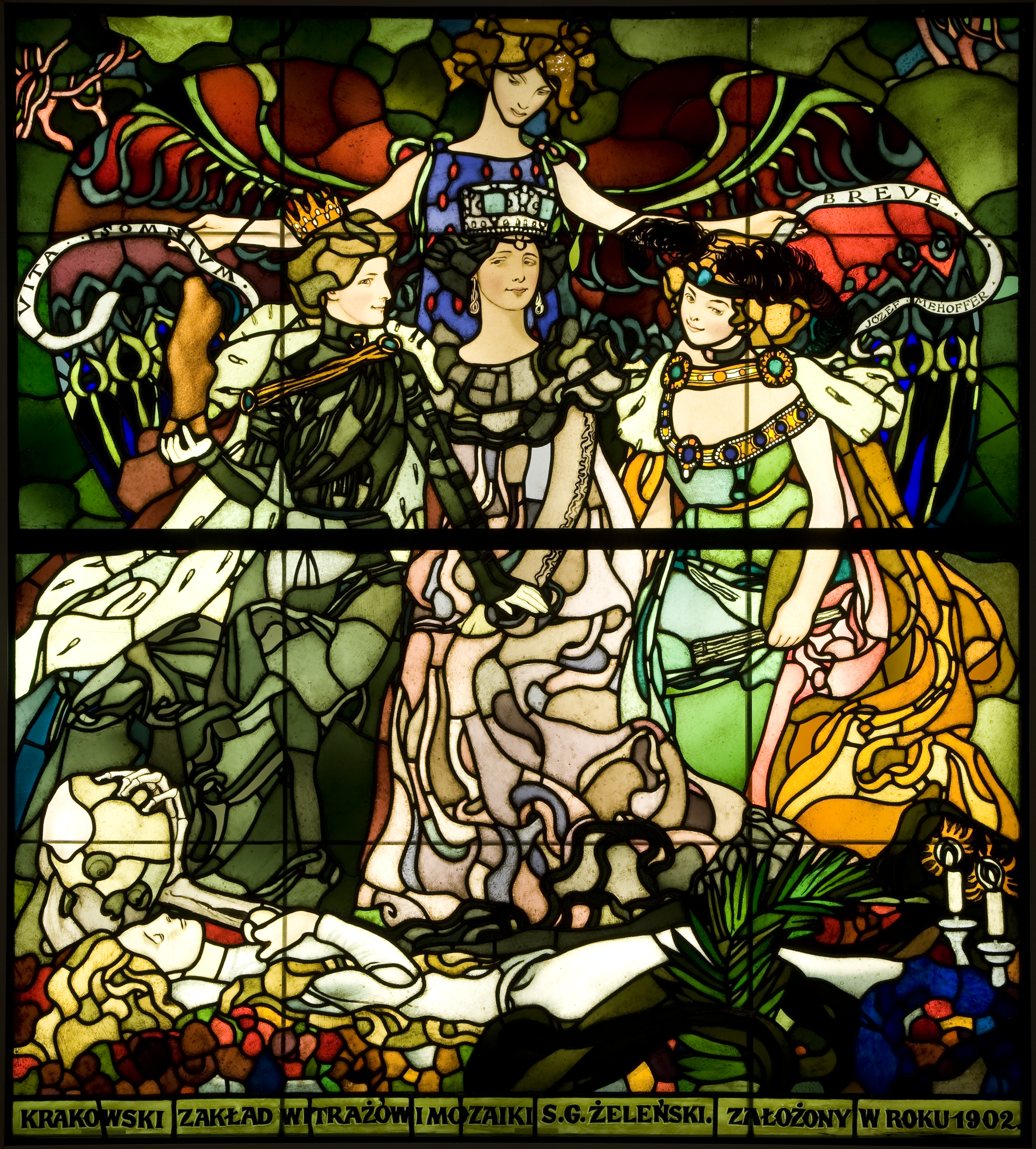
Vita somnium breve, kính màu ghép, 1895